# Stari Petlîkivți, Buceaci
Stari Petlîkivți (în ucraineană Старі Петликівці) este localitatea de reședință a comunei Stari Petlîkivți din raionul Buceaci, regiunea Ternopil, Ucraina.

## Demografie
Componența lingvistică a localității Stari Petlîkivți
     Ucraineană (100%)
Conform recensământului din 2001, toată populația localității Stari Petlîkivți era vorbitoare de ucraineană (100%).